# كفر الحاج داود
كفر الحاج داود إحدى قرى مركز السنطة التابع لمحافظة الغربية بجمهورية مصر العربية. أصل الكفر تابع لقرية هورين ثم فصل عنها في 1275 هـ.

## السكان
بلغ عدد سكان كفر الحاج داود 6,060 نسمة حسب تقدير عام 2018.
| السنة  | 1882 | 1897 | 1907 | 1927 | 1947 | 1960 | 1976 | 1986 | 1996 | 2006  | 2018 |
| ------ | ---- | ---- | ---- | ---- | ---- | ---- | ---- | ---- | ---- | ----- | ---- |
| القرية | 1951 | 2499 | 2813 | 3106 | 2744 | 3045 | 2842 | 3462 | 5211 | 6,060 | 5238 |